# Osiris guatemalensis
Osiris guatemalensis är en biart som beskrevs av Shanks 1986. Osiris guatemalensis ingår i släktet Osiris och familjen långtungebin. Inga underarter finns listade i Catalogue of Life.